# 瓜地馬拉聖卡洛斯大學
瓜地馬拉聖卡洛斯大學（西班牙語：Universidad de San Carlos de Guatemala；簡稱USCG）為瓜地馬拉規模最大且最古老的大學，同時也是美洲歷史上第四間創立的大學。
創立於1676年1月31日，聖卡洛斯大學經歷瓜地馬拉歷史眾多重大事件，例如瓜地馬拉獨立、瓜地馬拉革命、瓜地馬拉內戰等。目前主校區位於瓜地馬拉市第十二區，並在瓜地馬拉各地設有七所分校。

## 校史
瓜地馬拉聖卡洛斯大學於1676年1月31日由西班牙國王卡洛斯二世指示建立，在成立之前，學校為1562年由Francisco Marroquín在安地瓜創立的聖湯瑪士學校。聖卡洛斯大學學歷於1687年6月18日起，正式獲教宗本篤六世認可。
在早年16至19世紀，聖卡洛斯大學提供法律、禮拜法、理論學、哲學、醫學、以及美洲印地安語的研究與課程。20世紀時，產出許多瓜地馬拉傑出的文學作家，其中包括1967年的諾貝爾獎得主米格爾·安赫爾·阿斯圖里亞斯。
在壓迫期間(1962-1996)與瓜地馬拉內戰(1960s-1995)期間，聖卡洛斯大學為人民對抗軍政府的最前線。
聖卡洛斯大學提供科學與人文學科的課程與研究，包含大學部與研究所。現在聖卡洛斯大學在瓜地馬拉全境設有許多分校。

## 學術單位
目前瓜地馬拉聖卡洛斯大學有33個學術單位，其中包括：
- 10 系所(Faculties);
- 8 學校(Schools);
- 15 研究中心(Regional Centers);
- 1 馬雅技術高等教育研究所; 以及
- 1 技術轉移部門.

### 系所(Faculties)
- 工程學系 （页面存档备份，存于）
- 農學系 （页面存档备份，存于）
- 醫學科學學系 （页面存档备份，存于）
- 經濟科學學系
- 法律與社會科學學系 （页面存档备份，存于）
- 建築學系
- 生物科學與藥學系
- 人文學系 （页面存档备份，存于）
- 獸醫與動物飼養學系
- 牙醫學系 （页面存档备份，存于）

### 學校(Schools)
- 物理學與數學學校 （页面存档备份，存于）
- 語言學學校
- 政治學校
- 通訊科學學校
- 心理科學學校
- 中等教育師資培訓學校 (EFPEM)
- 歷史學校 （页面存档备份，存于）
- 社會工作學校
- 藝術高等學校

## 體育
The school's football club Universad de San Carlos (Guatemalan football club) of the Liga Nacional de Fútbol plays at Estadio Revolución located on campus grounds.

## 知名校友

### 藝術人文
- 米格爾·安赫爾·阿斯圖里亞斯 (1899-1974)，1967年諾貝爾文學獎得主。
- 里卡多·阿霍纳，歌手，兩座葛萊美獎得主。
- 拉法耶·蘭帝瓦，诗人

### 政治外交
- 何塞·玛丽亚·奥雷利亚纳·平托，瓜地馬拉總統
- 曼努埃尔·何塞·埃斯特拉达·卡夫雷拉，瓜地馬拉總統
- 馬里奧·比尼西奧·塞雷索·阿雷瓦洛 (b. 1942)，瓜地馬拉總統。
- 阿爾瓦羅·科洛姆 (b. 1951)，瓜地馬拉總統。
- José Matías Delgado (1767-1832)，薩爾瓦多領導人，被稱為薩爾瓦多國父。
- Antonio José de Irisarri (1786-1868)，智利領導人。
- 马尔科·奥雷利奥·索托 ，宏都拉斯總統
- 路易斯·博格兰 ，宏都拉斯總統
- 安德烈斯·德尔瓦列 ，薩爾瓦多總統

## 校園景色

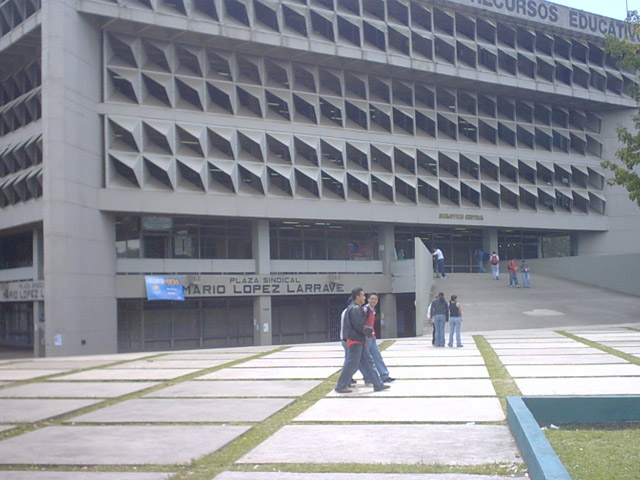
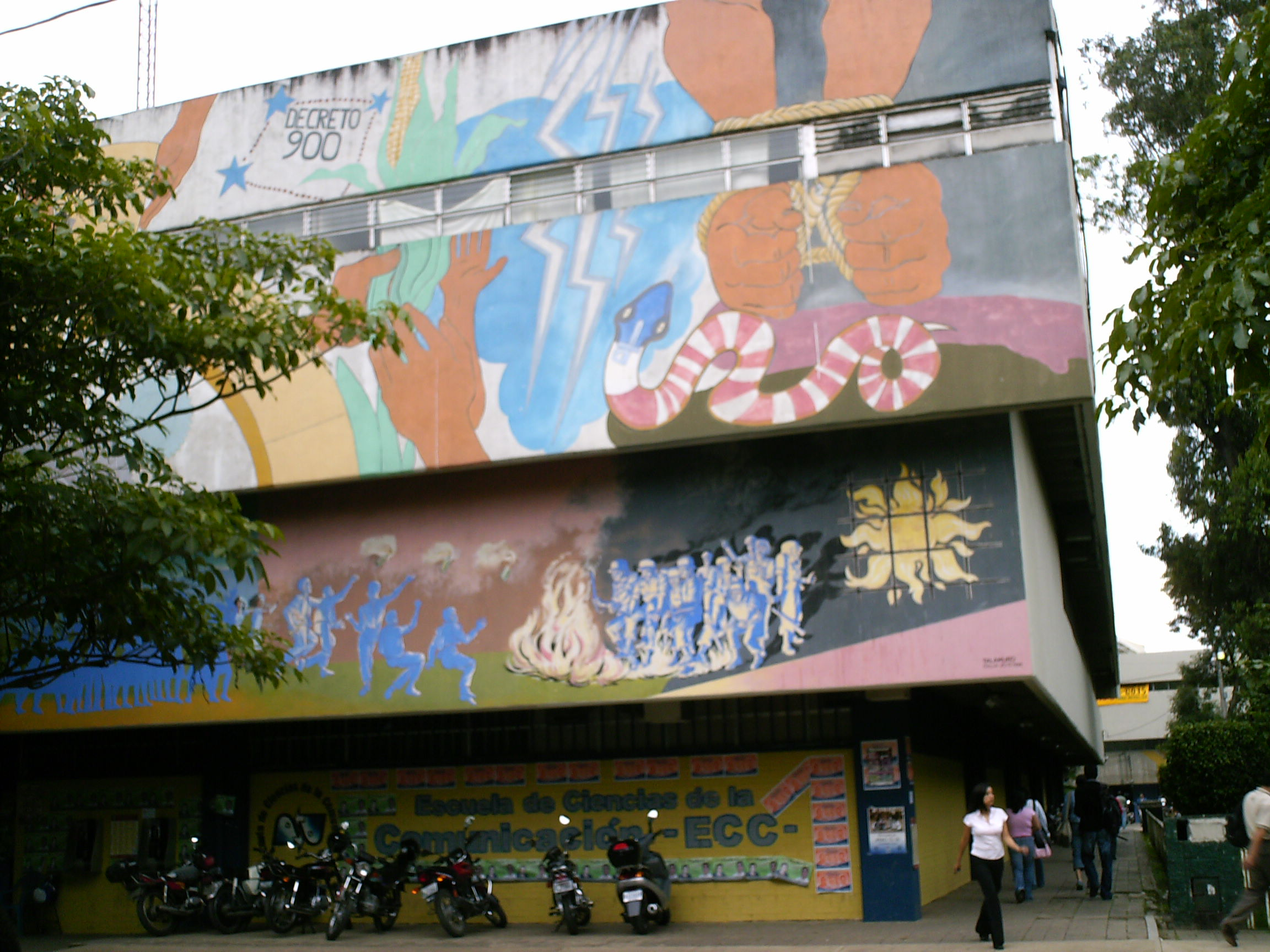
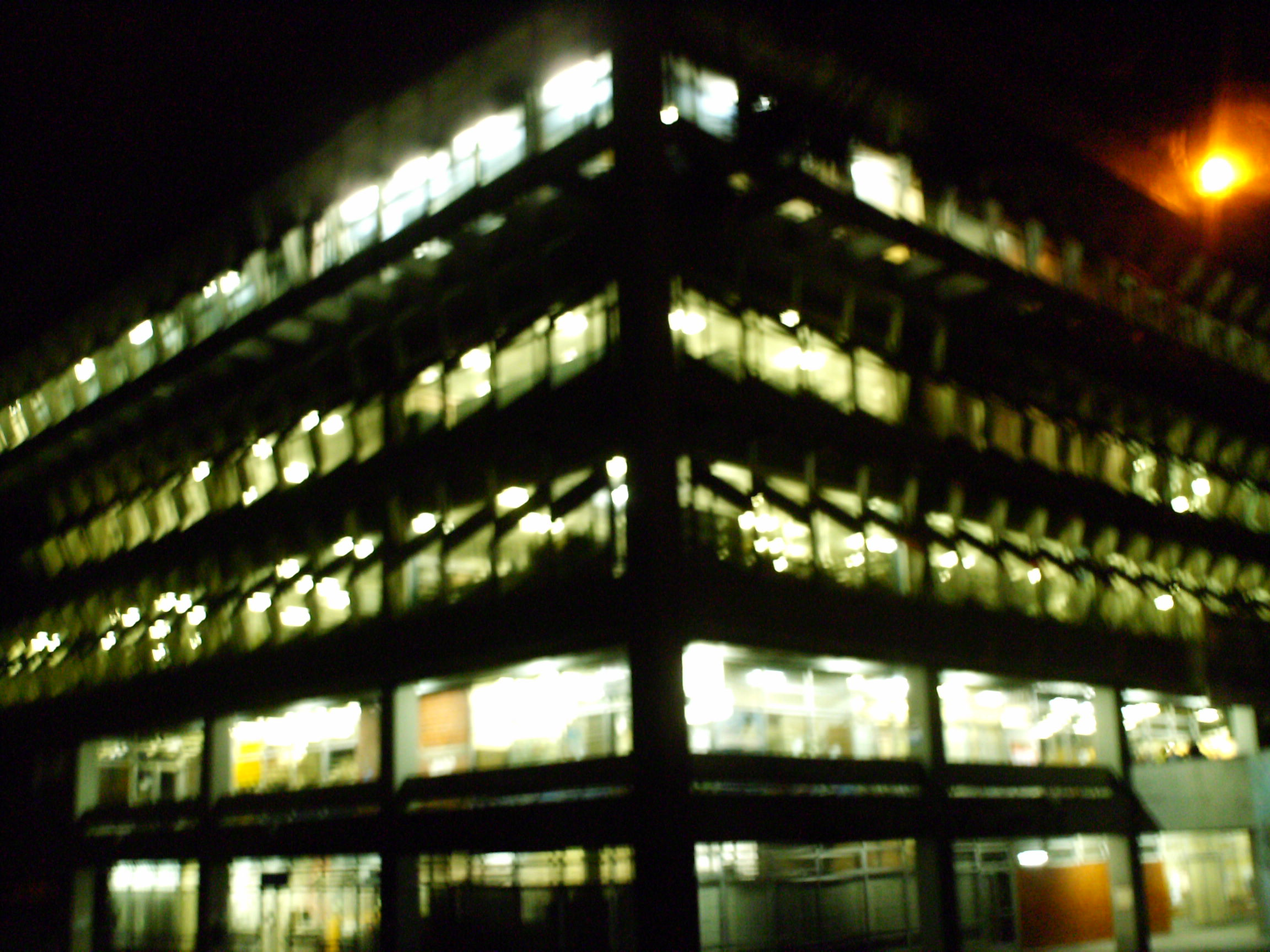
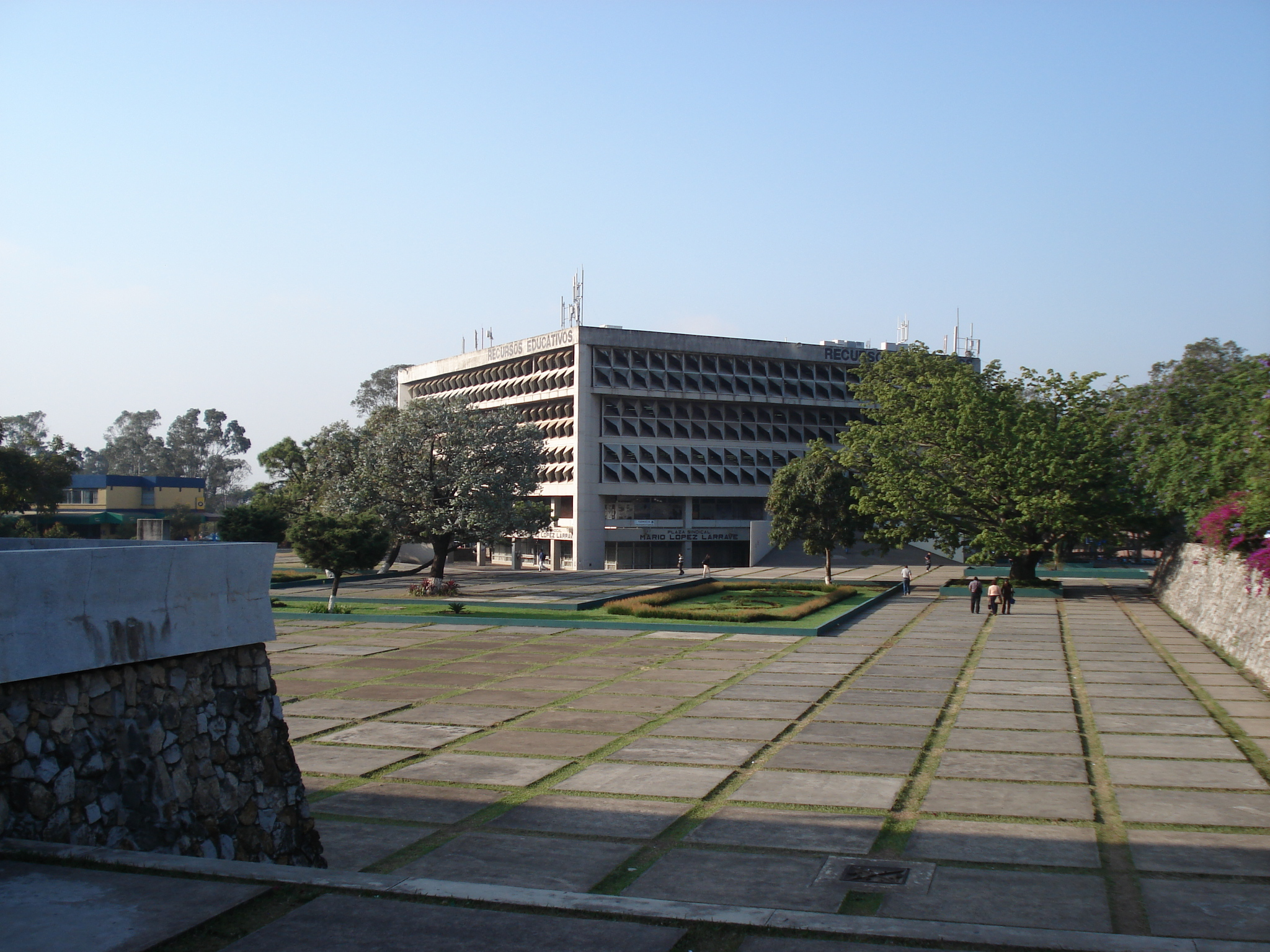
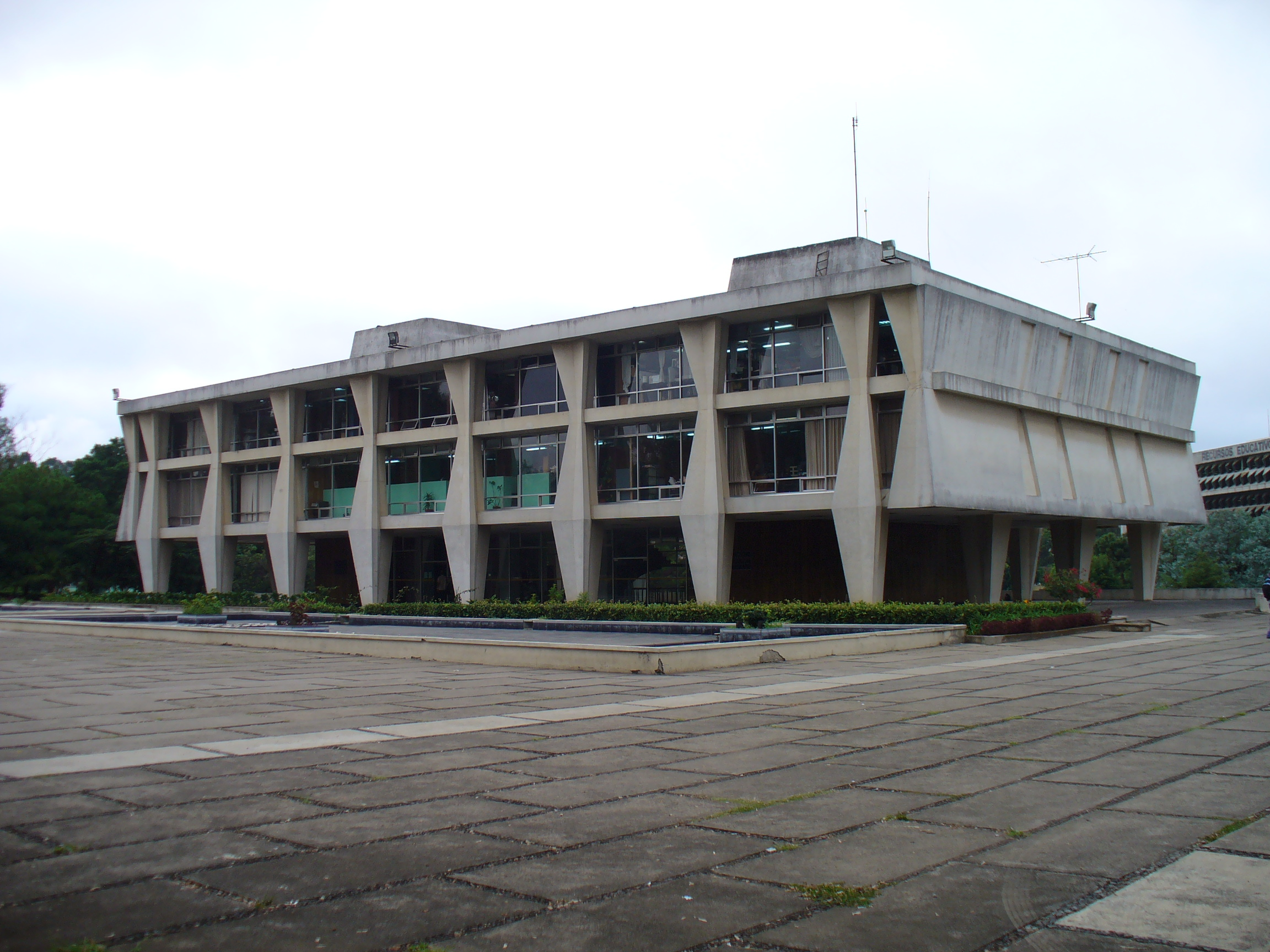